# Dekanat Tuchów
Dekanat Tuchów – dekanat wchodzący w skład diecezji tarnowskiej.

## O dekanacie
Dekanat Tuchów powstał na mocy dekretu bpa tarnowskiego w 1892 roku. Wcześniej bp tarnowski Ignacy Łobos, (wiosną) 1891 roku przedstawił Namiestnictwu we Lwowie projekt nowego podziału administracyjnego diecezji tarnowskiej; szczegóły te uzgodniono w listopadzie tego samego roku. Wcześniej parafie obecnego dekanatu tuchowskiego należały do dekanatów: pilzneńskiego i tarnowskiego.
Dziekanem dekanatu tuchowskiego był do czerwca 2025 r. ks. Franciszek Kuczek – długoletni proboszcz parafii Ryglice, a wicedziekanem ks. Alfons Górowski – proboszcz parafii Tuchów, św. Jakuba.

## Parafie należące do dekanatu
W skład dekanatu wchodzą parafie:
- Buchcice – Parafia św. Maksymiliana Marii Kolbego w Buchcicach
- Burzyn – Parafia św. Józefa w Burzynie
- Kowalowa – Parafia Niepokalanego Serca Najświętszej Maryi Panny w Kowalowej
- Lichwin – Parafia Najświętszego Serca Jezusowego w Lichwinie
- Lubaszowa – Parafia św. Gerarda Majella w Lubaszowej
- Piotrkowice – Parafia św. Michała Archanioła w Piotrkowicach
- Ryglice – Parafia św. Katarzyny
- Siedliska – Parafia Chrystusa Króla w Siedliskach
- Tuchów – Parafia św. Jakuba St. Apostoła
- Tuchów – Parafia Nawiedzenia Najświętszej Maryi Panny i św. Stanisława Biskupa i Męczennika
- Zalasowa – Parafia św. Jana Apostoła w Zalasowej